# Small Sins
Small Sins, precedentemente The Ladies and Gentlemen, è un gruppo indie rock di Toronto fondato da Thomas D'Arcy nel 2004. Le registrazioni in studio del progetto sono principalmente create da D'Arcy con l'ausilio di sintetizzatori e poi eseguite sul palco dall'intera band.

## Storia
D'Arcy, ex membro dei The Carnations, ha fondato The Ladies and Gentlemen come progetto solista e ha registrato in modo indipendente un album di musica electro-rock, intitolato Small Sins. D'Arcy mise poi insieme una band per le apparizioni dal vivo, composta da Kevin Hilliard, Todor Kobakov, Steve Krecklo (anche lui presente nel gruppo The Carnations) e Brent Follett.
Per motivi legali, D'Arcy ha dovuto cambiare il nome del progetto: ha scelto Small Sins e l'album è stato promosso con quel nome dall'etichetta statunitense Astralwerks.
D'Arcy ha registrato un secondo album, Mood Swings (2007) con il produttore John McIntyre eseguendo personalmente tutte le parti musicali.
Nel 2010 gli Small Sins hanno pubblicato l'album Pot Calls Kettle Black: questo è stato il primo album in cui i membri della band in tournée hanno contribuito alla registrazione. La band ha fatto alcuni tour l'anno successivo e pubblicato il singolo "Why Don't You Believe Me?" che ha raggiunto la posizione 28 nelle classifiche alternative rock.
In seguito il gruppo si è sciolto, quindi D'Arcy ha continuato a registrare ed esibirsi come artista solista fino al 2021, anno in cui annuncia che la band si è riformata. Nello stesso anno esce l'album Volume II per l'etichetta canadese Arts & Crafts.

## Discografia

### Album
- 2006: Small Sins
- 2007: Mood Swings
- 2007: The Mellow EP
- 2010: Pot Calls Kettle Black[3]
- 2021: Volume II